# Dan Oppland
Daniel Stephen Oppland (* 7. Januar 1984) ist ein US-amerikanischer Basketballtrainer und ehemaliger -spieler.

## Laufbahn
Oppland, dessen Zwillingsbruder Mike nach dem Ende seiner Universitätszeit ebenfalls als Berufsbasketballspieler tätig war, spielte bis 2006 an der Valparaiso University. Mit 1780 Punkten setzte er sich auf den dritten Platz der ewigen Korbjägerliste der Hochschule.
2006 trat Oppland seine erste Stelle als Profibasketballer an und stand beim niederländischen Ehrendivisionisten Groningen unter Vertrag. Anschließend folgten Engagements in Polen und Schweden (mit Lulea trat er auch im Europapokal an), ehe der Flügelspieler im Januar 2008 zum BBC Bayreuth in die 2. Bundesliga ProA nach Deutschland ging. Nach eineinhalb Jahren als Leistungsträger in Bayreuth wechselte Oppland zum österreichischen Bundesligisten Swans Gmunden. 2010 gewann er mit Gmunden den österreichischen Meistertitel sowie 2010, 2011 und 2012 den Pokalbewerb. In allen vier Jahren bei den „Schwänen“ erzielte er pro Saison mehr als 13 Punkte pro Partie, der Bestwert waren 14,9 Zähler im Schnitt im Spieljahr 2012/13.
In der Saison 2013/14 spielte Oppland beim finnischen Erstligisten Lahti, seit 2014 stand er beim deutschen Zweitligisten Nürnberg unter Vertrag. In der Saison 2017/18 erzielte er mit einem Punkteschnitt von 13,3 je Begegnung den Höchstwert seiner Zeit in Franken. Dass Oppland 2014 von Ralph Junge nach Nürnberg geholt wurde, wurde seitens des Vereins später als „eine der besten Personalentscheidungen, die unser Coach jemals getroffen hat“ bezeichnet.
Ende Mai 2018 gab Nürnbergs Zweitligakonkurrent USC Heidelberg Opplands Verpflichtung bekannt. Nach einem Jahr in Heidelberg wechselte Oppland zum SSV Lokomotive Bernau in die 2. Bundesliga ProB. Im Juli 2021 erlangte Oppland den B-Trainerschein des Deutschen Basketball Bunds. In Bernau stieg er zum Mannschaftskapitän auf, zur Saison 2021/22 übernahm er zusätzlich zu seiner Spielertätigkeit das Amt des Cheftrainers der Spielgemeinschaft Bernau-Berlin-Nord in der Jugend-Basketball-Bundesliga. 2022 beendete er seine Spielerlaufbahn und wurde Co-Trainer der Bernauer Herrenmannschaft. Im Sommer 2024 wurde Oppland in Bernau zum Cheftrainer befördert.